# Ursinhos Carinhosos
The Care Bears Family (Ursinhos Carinhosos no Brasil e em Portugal), é um conjunto de personagens criado pela American Greetings em 1981 para cartões de boas-festas e de aniversário (greeting cards). O desenho original para os cartões foi pintado pela artista Elena Kucharik. Em 1983, a Kenner criou o primeiro de uma série de ursos de pelúcia baseados nos Ursinhos Carinhosos. Cada ursinho tem uma cor diferente e uma insígnia individual na barriga.
Os Ursinhos Carinhosos apareceram na sua própria série de televisão, The Care Bears, (1985-1988), Ursinhos Carinhosos: Aventuras na Terra do Carinho (2007-2008) para além de três filmes de longa-metragem baseados na série: The Care Bears Movie (1985), Care Bears Movie II: A New Generation (1986) e The Care Bears Adventure in Wonderland (1987).

## Série
O desenho conta a história de uma família de ursos carinhosos que ajudam as pessoas a trocarem bons sentimentos, e protegem a Terra das sombras do mal e do temido vilão Coração Gelado, que tenta a todo custo acabar com o amor.
Embora o nome seja Ursinhos Carinhosos, a família conta com animais diferentes, havendo então a diferenciação entre os Ursinhos Carinhosos (ursos coloridos) e os primos dos Ursinhos (que são outros animais, como macaco, carneiro, coelho, pinguim, guaxinim, entre outros).
A origem da família está ligada à Ursa Fiel e ao cavalo Nobre, de cujos corações repletos de bons sentimentos surgem os demais membros da família dos ursinhos.
Os Ursinhos Carinhosos habitam a Nuvem Rosa (na dublagem SC, "Reino do Carinho", no original, "Care-a-Lot"), repleta de nuvens e arco-íris. Possui o Templo dos Corações, um salão em forma de coração vermelho, além da Casa da Vovó e o "Carinhômetro", que indica problemas relacionados aos sentimentos.
Os primos dos Ursinhos geralmente habitam a Floresta dos Sentimentos, um lugar em que tudo lembra corações. A família conta com inúmeros membros, cada um com um símbolo na barriga, geralmente relacionado ao nome. Este símbolo resume o poder dos ursinhos, que em situações de perigo  atiram raios quentes repletos de sentimentos bons, sempre na forma do símbolo. Os símbolos também podem virar objetos específicos ou balões de aniversário, conforme a necessidade.

## Ursinhos Carinhosos
- Animadinha/Animada - Cor rosa claro, tem o símbolo de um arco-íris na barriga;
- Carinhosa - Cor lilás, tem os símbolos de dois pirulitos na barriga (azul com detalhe rosa e roxo com corações brancos nos centros), cruzados
- Feliz - Cor azul, tem na barriga: um círculo vermelho e branco com uma estrela branca em seu centro;
- Ternura/Ursinho do Coração - Cor marrom, tem na barriga: um coração vermelho contornado de rosa;
- Fiel/Sincera - Cor creme, tem na barriga: uma estrela colorida e um coração rosa dentro;
- Amado/Zangadinho - Cor azul-escuro, tem na barriga: uma nuvem de chuva com pingos de coração;
- Sonado/Soneca (Bons Sonhos) - Cor azul, tem na barriga: uma meia-lua e uma estrela;
- Amigo(Amigão-Popeye) - Cor laranja, tem na barriga: duas flores sorridentes entrelaçadas;
- Boa Sorte/Ursinho da Sorte - Cor verde, possui um trevo de quatro folhas verde na barriga;
- Campeão - Cor amarelo, tem um troféu em sua barriga, e costuma chamar os amigos de "esportista";
- Ursinha dos Desejos/Solitário - Cor verde-claro, tem na barriga: uma estrela amarela com uma cauda de arco-íris;
- Altruísta - Cor roxa, tem um milk shake desenhado na barriga;
- Aniversário/Feliz Aniversário - Cor amarela, tem na barriga: um cupcake com uma vela;
- Divertido/Raio de Sol/Brilhante - Cor amarela, tem na barriga: um sol;
- Harmonia - Cor lavanda, tem na barriga, uma flor com pétalas coloridas (um coração vermelho com dois corações pequenos, na série original).
- Vovó Ursa/Vovó Ursinha - Cor cinza, tem na barriga, uma rosa com um laço amarelo;
- Segredo - Originalmente cor de abóbora, tem o desenho de um cadeado em sua barriga. Não fala, comunica-se através de mímica;
- Coração/Mar de Rosas - Cor de rosa (é uma ursinha bebê), tem um coração rosa na barriga, com direito a uma estrela dentro;
- Sonho/Tudo Azul - Cor azul-claro (é um ursinho bebê), tem um paninho segurando uma estrela na barriga.

## Primos dos Ursinhos
- Pé de Vento/Coração Veloz/Ligeirinho - Coelho
- Alegria/Brincalhão - Macaco
- Valente/Coração Valente - Leão
- Brilhante/Coração Amigo - Guaxinim
- Orgulhosa - Gata
- Gentil/Coração Macio - Carneiro
- Doçura/Coração Delícia - Porco, em alguns episódios (nos demais passa a ser porca)
- Amor Sem Fim/Coração Grandão/Pesadinho - Elefante
- Carinho/Coração Aconchegante - Pinguim
- Companheiro - Cachorro
- Nobre/Coração Nobre - Cavalo

## Ursinhos Perdidos
Em um dos episódios, um casal de pandas é descoberto entre as fotos dos ursinhos quando bebês. Ao serem encontrados, Nobre e Fiel apresentam-nos à família dos ursinhos como a dupla separada, por artimanhas do Coração Gelado, do resto da família. Eles vivem em um vale isolado pela neve e que vive do calor de seus corações. Este episódio como muitos da série, atinge o clímax com momentos tocantes, como a volta dos pandas para o vale, coberto pela neve. Ao derramarem uma lágrima em seus símbolos, estes se unem em um grande e caloroso coração que desfaz a neve que comprometera o vale. Seus nomes: Panda Perfeito e Polida.

## Os vilões
- Coração Gelado (na dublagem BKS)/Desalmado (na dublagem SC): De aspecto sombrio, mora num castelo assombrado e fica feliz quando algo de ruim acontece. Vive importunando Malvado, seu braço-direito em seus planos. Também tem o poder de se disfarçar ou se transformar em animais.
- Malvado (na dublagem BKS)/Malvadeza (na dublagem SC): Ajudante de Coração Gelado, que o incomoda quando comete algum erro. É também alvo principal dos gritos de Laurinha.
- Laurinha: Sobrinha de Coração Gelado, acompanha Malvado em seus planos perversos. Quando ele comete algum erro ou fala algo que não deve, se descontrola e emite gritos bastante estridentes.
- Biguá: Assustava os ursinhos com sua feiura e sua vesguice. A arma secreta era espremer as espinhas nos mesmos, sempre gritando: "grá!".
- Sam Azedo: Um infame confeiteiro que queria destruir o dia de Ação de Graças com suas tortas de maçã azeda. Acabou vencido pela vovó Ursa e suas tortas de maçã felizes.
- Doutor Susto: Vestido de Drácula, usava vários truques e efeitos especiais num parque de diversões para acabar com os ursinhos.
- Professor Frio Nalma: Foi o primeiro inimigo dos Ursinhos. Seus métodos sempre incluíam esquemas frios como ele. Na redublagem foi chamado de Professor Coração Gelado. Tem um assistente, chamado Zero Grau (Congelado na redublagem).
- O Livro Negro: Na verdade, é um espírito de uma perversa feiticeira aprisionado num livro fechado a chave. Usa de magia e hipnose para controlar as suas vítimas.
- Coração Negro: Entidade maligna que tentou destruir os Ursinhos quando eles ainda eram filhotes. Era capaz de assumir qualquer aspecto. Ao ver uma menina que lhe havia salvado a vida, desistiu do mal.
- Bruxo do País das Maravilhas: Sequestrou a princesa do País das Maravilhas para se tornar o rei. Apesar de se intitular bruxo, ele não demonstrava ter muitos poderes, além de quebrar espelhos. Tem dois ajudantes (Din e Don), e um exército de pequenos robôs vermelhos que se agigantam.
- O Vizir: Outro mago perverso, que com sua tropa de ratos falantes queria dominar a Terra dos Brinquedos e acabar com o Natal.

## Dublagem
A dublagem ficou por conta da BKS e da Elenco. A série também foi lançada em VHS e DVD pela Mundo Mágico e pela Weekend Editora, porém usou uma outra dublagem, feita pela SC, atual Sigma. A série foi exibida no Boomerang em Julho de 2004
| Personagem                                                                                        | Voz                                                                                                  | Voz (BKS/Elenco)                       | Voz (SC)                                                     | Voz (Double Sound)                                                         |
| ------------------------------------------------------------------------------------------------- | --- | -------------------------------------- | ------------------------------------------------------------ | -------------------------------------------------------------------------- |
| Coração Gelado/Desalmado (Wizard No Heart)                                                        | Chris Wiggins                                                                                        | Eudes Carvalho                         | Luiz Carlos de Moraes                                        | Eduardo Dascar                                                             |
| Malvado/Malvadeza (Beastly) e Leão Coração Valente                                                | John Stocker Dan Hennessy                                                                            | Flávio Dias                            | Nelson Batista (Malvado/Malvadeza)/Arakén Saldanha (Valente) | Anderson Coutinho (Malvado/Malvadeza)/Ronaldo Júlio (Leão Coração Valente) |
| Laurinha (Shrieky)                                                                                | Terri Hawkes                                                                                         | Leda Figueiró                          |                                                              | Adriana Torres                                                             |
| Ursa Brilhante                                                                                    | Patrícia Black                                                                                       | Nelson Batista                         |                                                              |                                                                            |
| Urso Ternura (dublagem original)/Ursinho do Meu Coração e Guaxinim Brilhante (idem)/Coração Amigo | Billie Mae Richards (dublagem original)/Jim Henshaw Walker Boone (DIC) Billie Mae Richards (Nelvana) | Nelson Batista                         |                                                              | Charles Emmanuel (Ursinho do Meu Coração)/Erick Bougleux (Coração Amigo)   |
| Elefante Amor-Sem-Fim/Coração Grandão                                                             | Luba Goy                                                                                             | Armando Tiraboschi (dublagem original) |                                                              |                                                                            |
| Urso Campeão                                                                                      | Susan Roman                                                                                          | Orlando Viggiani                       |                                                              | João Cappelli                                                              |
| Porca Doçura (dublagem original)/Coração Delícia                                                  | Pauline Rennie                                                                                       | Denise Simonetto                       |                                                              | Luiz Sérgio Vieira/Teline Carvalho                                         |
| Urso Amado                                                                                        | Nonnie Griffin                                                                                       | Márcia Gomes                           |                                                              |                                                                            |
| Urso Bebê Sonho/Tudo-Azul                                                                         | Melleny Brown                                                                                        | Márcia Gomes                           | Márcia Gomes                                                 | Sylvia Salustti                                                            |
| Ursa Bebê Coração (dublagem original)/Mar de Rosas                                                | Terri Hawkes                                                                                         | Cecília Lemes                          | Marli Bortoletto                                             | Christiane Monteiro                                                        |
| Vovó Ursa                                                                                         | Pauline Rennie                                                                                       | Helena Samara                          |                                                              |                                                                            |
| Ursa Animada (dublagem original)/Animadinha                                                       | Melleny Brown                                                                                        | Denise Simonetto                       |                                                              | Maíra Góes                                                                 |

A dublagem utilizada em Portugal foi a mesma que se utilizou no Brasil.

## Brasil
Ursinhos Carinhosos foi exibido no SBT, primeiramente no programa Show Maravilha, em 1989. Durante os anos 90, a série foi exibida com grande sucesso, no Bom Dia & Cia. A série deixou de ser exibida na emissora em 2003.
Além do SBT, Ursinhos Carinhosos foi exibido no canal a cabo Boomerang que, ao exibir o desenho, utilizou nomes diferentes nos personagens.
Em 1 de junho de 2014, a animação começou a ser exibida na TV Singular, como parte de sua programação teste. Na Rede Globo, foram exibidos os filmes da saga.